# Lawiniasta Przełączka
Lawiniasta Przełączka (słow. Lavínová lávka, niem. Karczmar Scharte, węg. Karcsmar-csorba, ok. 2510 m n.p.m.) – przełęcz w masywie Gerlacha w słowackich Tatrach Wysokich. Położona jest pomiędzy Małym Gerlachem a Ponad Kocioł Turnią. Z przełęczy w kierunku Doliny Wielickiej opada potężny żleb zwany Żlebem Karczmarza, będący jednym z największych żlebów tatrzańskich. Pod przełęczą (na południowy zachód od niej) przebiega nieznakowana droga na Gerlach z Doliny Wielickiej (przez tzw. Wielicką Próbę).
Polska nazwa Lawiniastej Przełączki została nadana przez taterników, z uwagi na często schodzące spod niej (Żleb Karczmarza) lawiny kamienne. Nazwy niemiecka i węgierska odnoszą się do Żlebu Karczmarza.
Pierwsze wejścia:
- letnie: prawdopodobnie podczas pierwszych wejść na Gerlach przez Wielicką Próbę,
- zimowe: Paul Habel, Ludwig Noack, Karl Scholtz, towarzysz, Johann Franz (senior) i Johann Hunsdorfer (junior), 29 marca 1902 r.[1]